# Lepidodexia sapucaiensis
Lepidodexia sapucaiensis är en tvåvingeart som beskrevs av Guilherme A.M.Lopes 1993. Lepidodexia sapucaiensis ingår i släktet Lepidodexia och familjen köttflugor. Inga underarter finns listade i Catalogue of Life.